# Pobórze
Pobórze [pronunciación en polaco: /pɔˈbuʐɛ/] (en alemán: Poburzen) es un asentamiento ubicado en el distrito administrativo de Gmina Ostróda, dentro del Condado de Ostróda, Voivodato de Varmia y Masuria, en Polonia del norte. Se encuentra aproximadamente a 12 kilómetros al oeste de Ostróda y a 48 kilómetros al oeste de la capital regional Olsztyn.